# Guigui
Guigui is een bestuurslaag in het regentschap Nias Selatan van de provincie Noord-Sumatra, Indonesië. Guigui telt 1566 inwoners (volkstelling 2010).